# Виктория Евгения Батенберг
Вижте пояснителната страница за други личности с името Виктория.
Виктория Евгения Батенберг (24 октомври 1887 – 15 април 1969) е кралица на Испания, съпруга на крал Алфонсо XIII. Тя е внучка на кралица Виктория и прабаба на испанския крал Фелипе VI.

## Произход и ранни години
Родена е на 24 октомври 1887 г. в замъка Балморал, Шотландия, като принцеса Виктория Евгения Юлия Ена Батенберг. Дъщеря е на германския принц Хайнрих фон Батенберг (брат на княз Александър Батенберг) и принцеса Беатрис Батенберг (дъщеря на кралица Виктория). Кръстена е на двете си баби, кралица Виктория и графиня Юлия фон Хауке, и на кръстницата си императрица Евгения де Монтиххо, вдовица на френския император Наполеон III. Името ѝ Ена е избрано заради раждането ѝ в Шотландия. Принцеса Беатрис пожелала в акта за раждане да се впише шотландското име Еуа (шотл: Eua), но то било объркано от присъстващия лекар, който го написал като Ена (Ena). С това име принцесата била наричана на галено както от семейството си, така и в обществото.
Виктория Евгения израства в двора на кралица Виктория, съгласно условието, което кралицата поставя на родителите ѝ, за да им позволи да се оженят. Детството на принцесата преминава в дворците Уиндзор, Балморал и Осбърн Хаус на о-в Уайт. Баща ѝ, принц Хайнрих, умира през 1896 г., когато Виктория Евгения е на девет години. След смъртта на кралица Виктория през 1901 г. семейство Батенберг се премества в двореца Кенсингтън в Лондон.
През 1905 г. във френския курорт Ница принцеса Виктория Евгения получава предложение за брак от великия княз Борис Владимирович, братовчед на руския император Николай II. Ена отклонява предложението на княза в последния момент.
През 1905 г. испанският крал Алфонсо XIII е на официално посещение в Лондон. На официалния прием в Бъкингамския дворец в негова чест испанският крал е очарован от принцеса Виктория Евгения. Точно в този момент той си търси съпруга, а за такава често е спрягана принцеса Патрисия Конаут, първа братовчедка на принцеса Ена. Първоначално Виктория Евгения не е впечатлена от испанския крал, чийто интерес към нея непрекъснато се увеличавал. След завръщането на крал Алфонсо XIII в Испания, принцеса Виктория Евгения започва редовно да получава поздравителни картички от него. Става ясно, че принцесата е неговата избраница.
Първоначално майка му Мария-Кристина Австрийска е против, защото не одобрява Виктория Евгения за съпруга на сина си. Като основни причини за това тя изтъква фактите, че Виктория не е католичка, че родът Батенберг има скандален произход, а като внучка на кралица Виктория принцеса Ена би могла да е носител на наследствената болест хемофилия, от която страда и брат ѝ Леополд Маунтбатън. Едва на следващата 1906 г. Мария Кристина се примирява с избора на сина си и съобщава за любовта му към принцеса Виктория Евгения в писмо до майка ѝ, принцеса Беатрис, като търси неофициалното съдействие на крал Едуард VII. Няколко дни след това в Уиндзор кралят поздравява племенницата си за нейния годеж с краля на Испания.
В края на януари 1906 г. принцеса Виктория Евгения и майка ѝ Беатрис пристигат в Испания, където са приети от крал Алфонсо XIII, който представя принцеса Виктория Батенберг пред майка си като своя годеница. Като бъдеща испанска кралица принцесата трябва да загърби англиканската си религия и да приеме католицизма. На 5 март 1906 г. Виктория Евгения приема католицизма в двореца Мирамар в Сан Себастиян.

## Кралица на Испания
Крал Алфонсо XIII и принцеса Виктория Батенберг се венчават на 31 май 1906 г. в кралския манастир „Сан Херонимо“ в Мадрид. На церемонията присъстват както майката на булката, така и братовчедите ѝ, принцът и принцесата на Уелс (бъдещия крал Джордж V и съпругата му, кралица Мери). След брачната церемония процесията се отправя към кралския дворец, когато срещу кортежа на краля и съпругата му (вече кралица Евгения или просто кралица Ена) е извършен атентат. Анархистът Матю Морал хвърля бомба върху кралската карета, която едва не убива новата кралица. Виктория Евгения се спасява като по чудо, тъй като при взрива обръща глава, за да види църквата „Св. Мария“, която Алфонсо XIII ѝ посочва.
След неблагополучното начало на брачния си живот кралица Ена се оказва изолирана и непопулярна в новата си родина Испания. Нещата потръгват след като Виктория Евгения ражда син и наследник на испанския престол, дон Алфонсо. По време на обрязването на сина ѝ лекарите откриват, че детето страда от хемофилия. Оказва се, че кралица Евгения е носител на болестта, която се проявява при най-големия и най-малкия ѝ син. Крал Алфонсо XIII и кралица Ена имат общо седем деца, петима синове и две дъщери. Нито една от дъщерите ѝ не се оказва носител на болестта. След раждането на децата отношенията между Алфонсо XIII и Евгения се охлаждат. Кралят е подозиран в редица извънбрачни връзки, сред които и такава с братовчедката на кралицата, англичанката Инфанта Беатрис Бурбон-Орлеанска.
Като кралица на Испания Виктория Евгения се занимава с благотворителност: открива болници, приюти и училища за бедни, участва в реорганизирането на испанския Червен кръст.

## Години в изгнание
На 14 април 1931 испанското кралско семейство напуска страната и заминава в изгнание след победата на републиканците на местните избори в по-голямата част на страната и обявяване на Втората испанска република. Алфонсо XIII се надява, че доброволното му изгнание ще предизвика гражданска война между републиканци и националисти. Кралското семейство се установява във Франция, а по-късно – в Италия. Малко по-късно Ена и Алфонсо XIII се разделят и Евгения се установява за кратко в Англия. През 1939 г. след избухването на Втората световна война Ена е помолена да напусне Великобритания, тъй като вече не е член на британското кралско семейство. Тя купува замък в покрайнините на Лозана, Швейцария, където живее до края на живота си.
През 1938 г. цялото кралско семейство се събира в Рим за кръщенето на Хуан Карлос (бъдещият Хуан Карлос I), най-големия син на дон Хуан де Бурбон, граф на Барселона, който е трети поред син в семейството. На 15 януари 1941 г., предчувствайки близкия си край, крал Алфонсо XIII абдикира в негова полза. На 12 февруари 1941 г. кралят получава сърдечен удар и умира на 28 февруари 1941 г.
Ена се завръща за кратко в Испания през 1968 г., за да стане кръстница на правнука си, дон Фелипе, син на бъдещия крал Хуан Карлос I и кралица София Гръцка.
Виктория Евгения умира на 15 април 1969 г. в Лозана на 81 години и точно 38 години след като напуска Испания. Първоначално е погребана в Лозана, но на 25 април 1985 г. останките ѝ са пренесени в кралската крипта на двореца Ескориал край Мадрид, където са положени до тези на съпруга ѝ Алфонсо, както и до тези на синовете им инфант дон Алфонсо, инфант дон Хайме и инфант дон Гонсало.
Принцеса Ена е кръстница на настоящия крал на Испания Фелипе VI и на баща му, както и на: Албер II, настоящ принц на Монако; Фабиола, кралица на белгийците (1960 – 1993); Кайетана Фиц-Джеймс Стюарт, херцогиня на Алба (1955 – 2014).

## Деца
- Инфант Дон Алфонсо де Бурбон и Батенберг (1907 – 1938)
- Инфант Дон Хайме де Бурбон и Батенберг (1908 – 1975)
- Инфанта Доня Беатрис де Бурбон и Батенберг (1909 – 2002)
- Инфант Дон Фернандо де Бурбон и Батенберг (1910 – 1910)
- Инфанта Доня Мария Кристина де Бурбон и Батенберг (1911 – 1996)
- Инфант Дон Хуан де Бурбон и Батенберг (1913 – 1993)
- Инфант Дон Гонзало де Бурбон и Батенберг (1914 – 1934)